# Комсомольський (Брединський район)
Комсомольський (рос. Комсомольский) — селище у Брединському районі Челябінської області Російської Федерації.
Входить до складу муніципального утворення Комсомольське сільське поселення. Населення становить 1212 осіб (2010).

## Історія
Населений пункт належав до Оренбурзької губернії. Від 4 листопада 1929 року належить до Брединського району Челябінської області.
Згідно із законом від 13 вересня 2004 року органом місцевого самоврядування є Комсомольське сільське поселення.

## Населення
| 2002 | 2010  |
| ---- | ----- |
| 1337 | ↘1212 |